# Coluzea bimurata
Coluzea bimurata is een slakkensoort uit de familie van de Turbinellidae. De wetenschappelijke naam van de soort is voor het eerst geldig gepubliceerd in 1987 door Darragh.